# 남부 쿠르드어

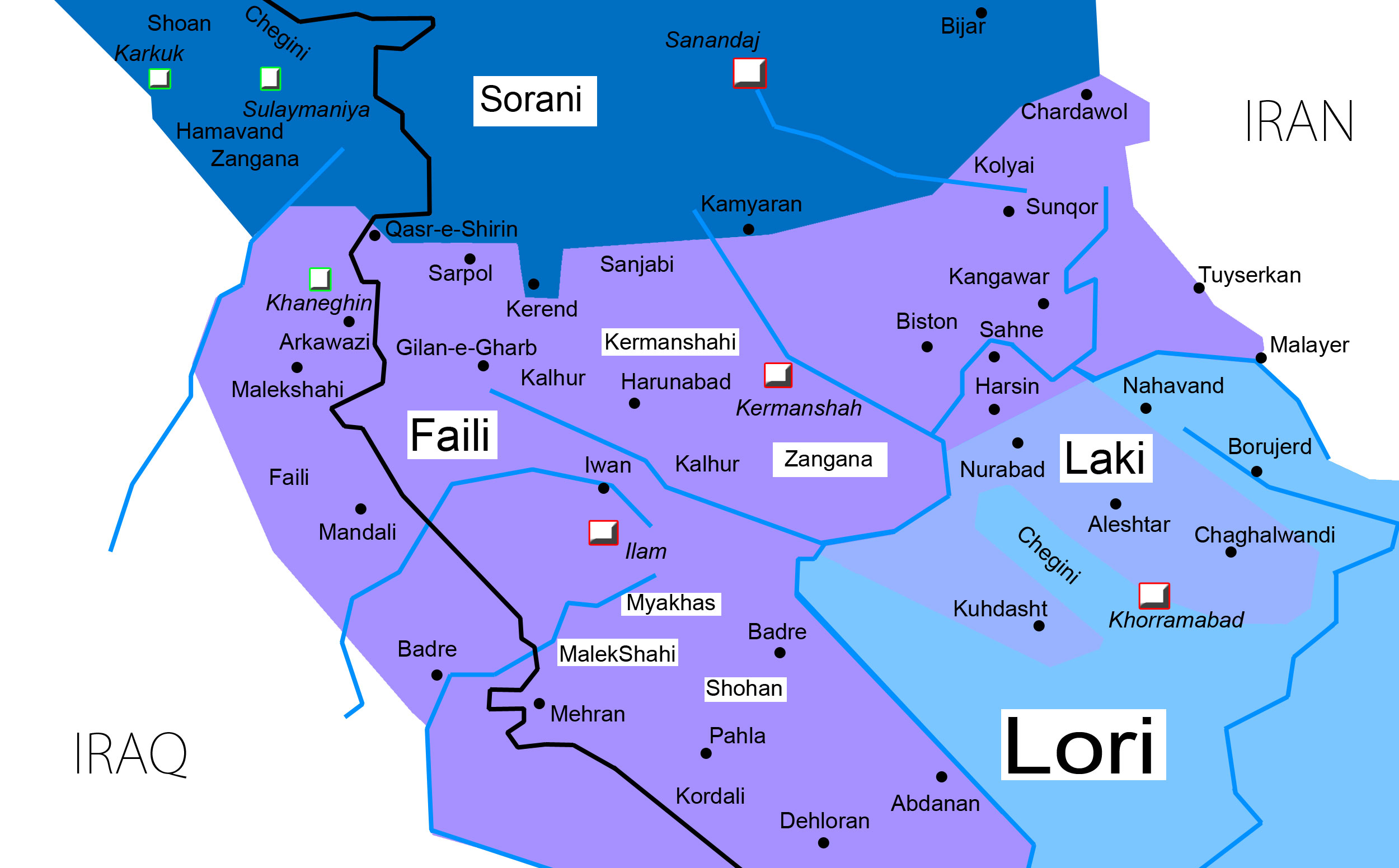

남부 쿠르드어는 쿠르드어의 방언군 중 하나로, 이라크 북동부와 이란 서부에 걸친 지역에서 사용된다. 다양한 하위 방언이 있으며 Fattah (2000)는 35개의 방언을 구분하고 있다. 보통 소라니어(중부 쿠르드어)와 유사하게 아랍 문자의 변형인 쿠르드 문자로 표기한다.

## 문자
| ݰ‎  | ش‎  | س‎  | ݱ‎  | ژ‎  | ز‎  | ڕ‎  | ر‎  | د‎  | خ‎  | ح‎  | چ‎  | ج‎  | ت‎  | پ‎  | ب‎  | ا‎  | ئـ‎ |
| 18 | 17 | 16 | 15 | 14 | 13 | 12 | 11 | 10 | 9  | 8  | 7  | 6  | 5  | 4  | 3  | 2  | 1  |
| ێ‎  | ی‎  | ۊ‎  | ۆ‎  | و‎  | ە‎  | ھ‎  | ن‎  | م‎  | ڵ‎  | ل‎  | گ‎  | ک‎  | ق‎  | ڤ‎  | ف‎  | غ‎  | ع‎  |
| 36 | 35 | 34 | 33 | 32 | 31 | 30 | 29 | 28 | 27 | 26 | 25 | 24 | 23 | 22 | 21 | 20 | 19 |

## 같이 보기
- 쿠르드어
- 고라니어